# Кременецька синагога
Кременецька синагога — єврейська синагога, що знаходиться в м. Кременець на Волині.
В даний час використовується як автовокзал (вулиця Дубенська, 138).